# Saint-Clément-Rancoudray
Saint-Clément-Rancoudray település Franciaországban, Manche megyében. Lakosainak száma 548 fő (2022. január 1.). Saint-Clément-Rancoudray Barenton, Ger, Mortain-Bocage, Le Neufbourg, Saint-Barthélemy, Juvigny les Vallées és Sourdeval községekkel határos.

## Népesség
A település népessége az elmúlt években az alábbi módon változott:
| Lakosok száma | 640  | 763  | 667  | 535  | 547  | 545  | 550  | 548  | 547  | 548  |
|               | 1968 | 1982 | 1990 | 2006 | 2013 | 2015 | 2017 | 2019 | 2020 | 2022 |